# موش ماگدالنا
موش ماگدالنا (نام علمی: Xenomys nelsoni) نام یک گونه از تیره همسترهای دم‌کوتاه است.